# Jackson Robert Scott
Jackson Robert Scott (* 18. září 2008, Phoenix) je americký herec, který se proslavil v roli Georgieho Denbrougha ve filmu To z roku 2017. V roce 2019 si následně zahrál i ve filmu To Kapitola 2, který navazuje na film To, avšak ještě předtím ho obsadil režisér Nicholas McCarthy do hororu Potomek, kde si zahrál společně s Taylor Schillingovou. V současnosti hraje jednu z hlavních postav seriálu Zámek a klíč, který byl natočen dle knižní předlohy Joea Hilla, syna spisovatele Stephena Kinga.

## Filmografie

### Film
| Rok  | Název filmu    | Role              | Poznámky            |
| ---- | -------------- | ----------------- | ------------------- |
| 2017 | To             | Georgie Denbrough |                     |
| 2018 | Skin           | Troy              |                     |
| 2019 | Potomek        | Miles Blume       |                     |
| 2019 | To Kapitola 2  | Georgie Denbrough |                     |
| 2020 | Gossamer Folds | Tate Millikin     |                     |
| 2020 | Rising         | Luke              | krátkometrážní film |

### Televize
| Rok               | Název                     | Role             | Poznámky    |
| ----------------- | ------------------------- | ---------------- | ----------- |
| 2015              | Myšlenky zločince         | Cole Vasquez     |             |
| 2017              | Živí mrtví: Počátek konce | Troy Otto mladší |             |
| 2020 - současnost | Zámek a klíč              | Bóďa Zámek       | hlavní role |